# Metrosideros regelii
Metrosideros regelii är en myrtenväxtart som beskrevs av Ferdinand von Mueller. Metrosideros regelii ingår i släktet Metrosideros och familjen myrtenväxter. Inga underarter finns listade i Catalogue of Life.